# آرامگاه نصیر علی کیا
بقعه نصیر علی کیا مربوط به دوره قاجار است و در شهرستان رودسر ـ روستای کویه سفلی واقع شده و این اثر در تاریخ ۴ تیر ۱۳۷۷ با شمارهٔ ثبت ۲۰۴۶ به‌عنوان یکی از آثار ملی ایران به ثبت رسیده است.